# Сулюр
Сулюр (ісл. Súlur) — гора в Ісландії. Розташована у північній частині країни, в регіоні Нордюрланд-Ейстра. Є частиною системи згаслого вулкана Кедлінґ (ісл. Kerling), що знаходиться неподалік на півдні. Сулюр має дві вершини, більш висока (Sýðri-Súla) досягає 1,213 метрів, менша (Ýtri-Súla) — 1,144 метри. Гора розташована на південному заході від найбільшого міста північної Ісландії — Акурейрі і є "міською горою" цього містечка і є популярною туристичною ціллю.

## Загальний опис

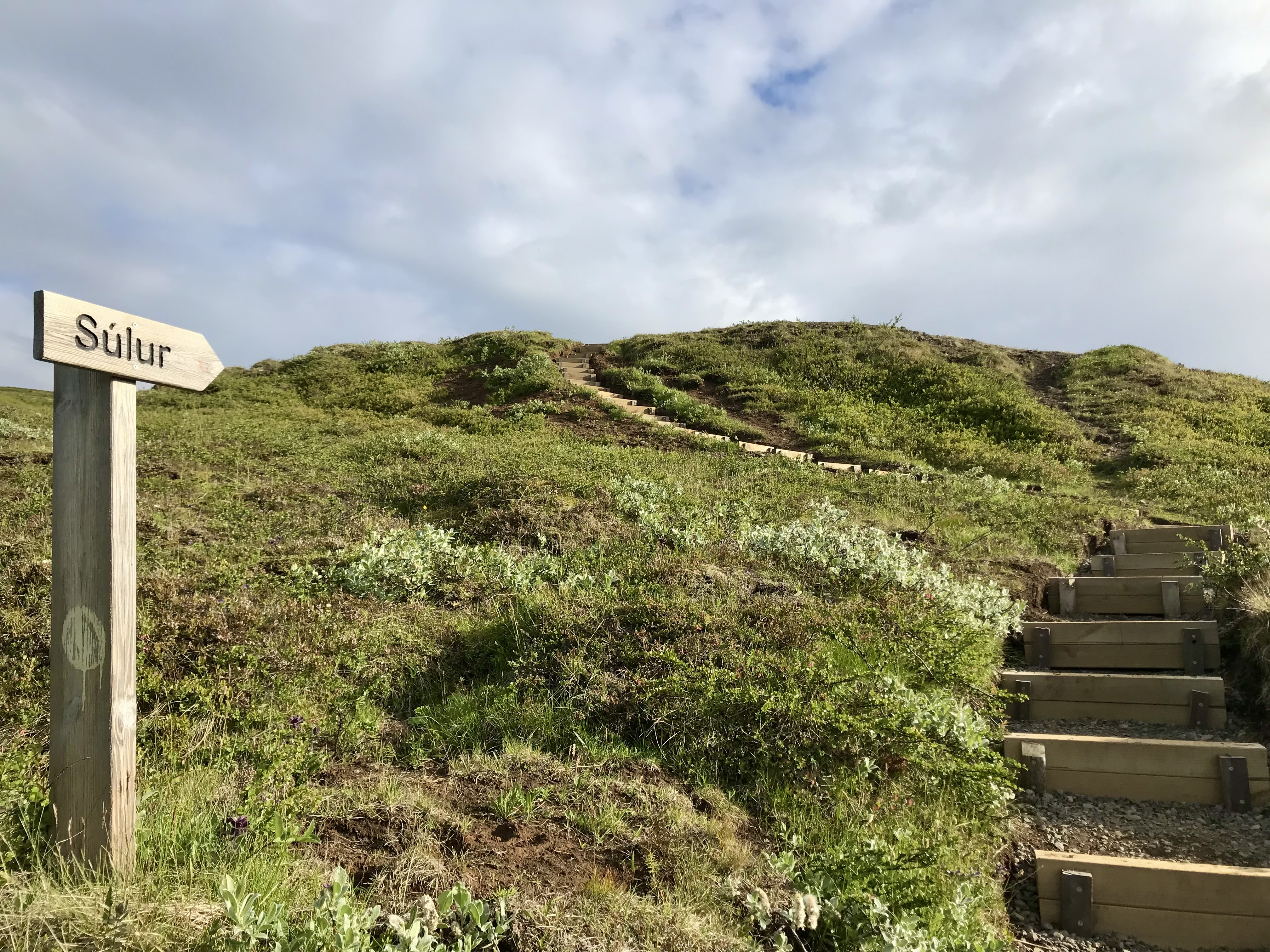
Вказівник на початку дороги до гори

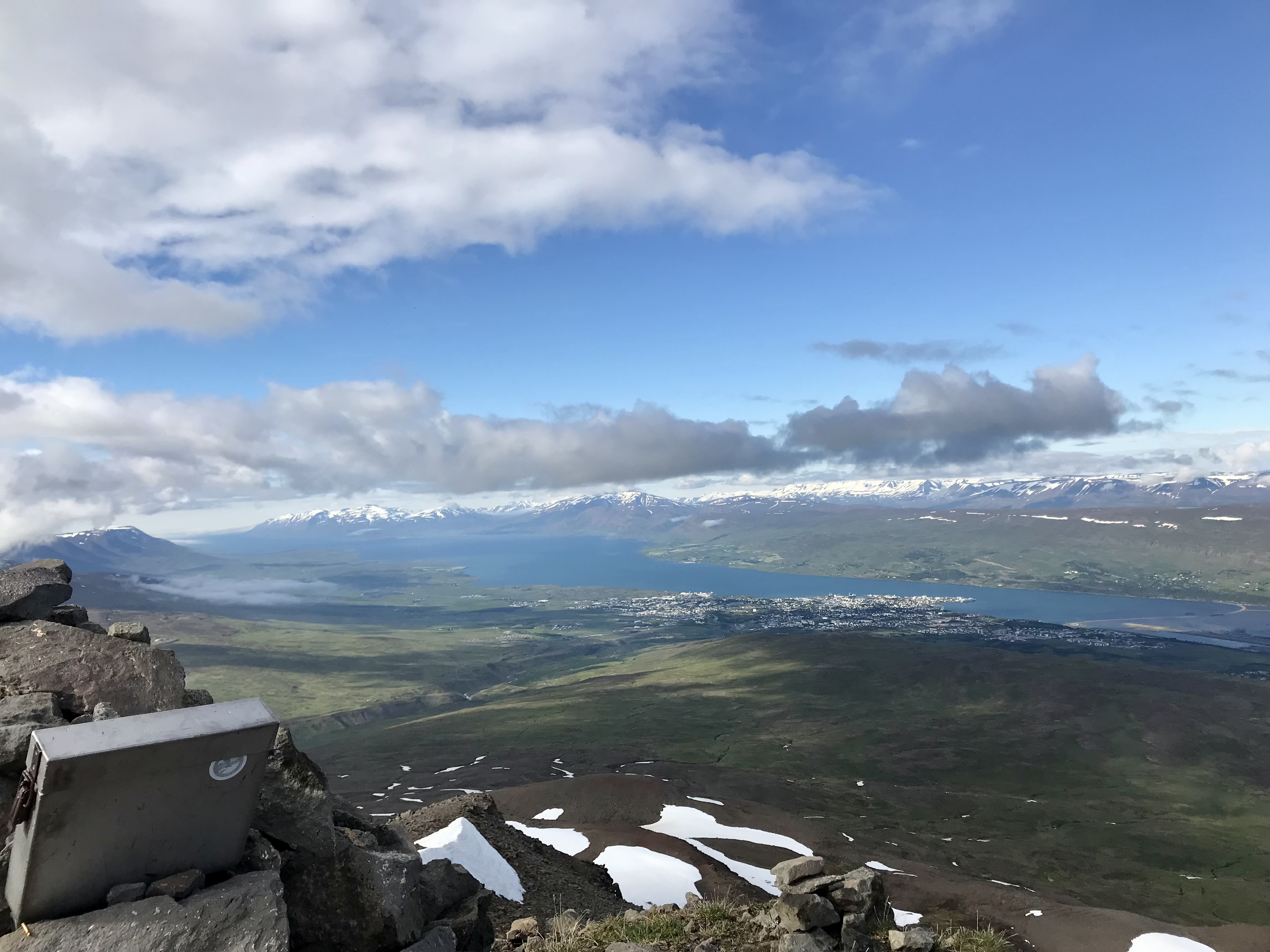
Вид з вершини гори на Акурейрі та Eyjafjörður у липні

Гора розташована на 500-метровій базальтовій підошві. Вершина складається в основному з ліпарита, який має властивість світитися. Гора утворилася 8-9 мільйонів років тому. Гірський масив, у який входять Кедлінґ і Сулюр, складається з декількох вершин (з півдня на північ — Kerling, Hverfandi, Þríklakkar, Bóndi, Litli Krummi, Stóri Krummi, Sýðri-Súla, Ytrí-Súla). В низинах між горами зберігаються залишки льодовика (нп. Lambárjökull). Гірська система Кедлінґ-Сулюр активно використовується любителями гірського туризму. 
На вершині гори встановлений металевий диск з вказівниками навколишніх гір з оглядом 360° навколо Сулюр. Підйом і спуск на гору і з гори від паркінгу коло підніжжя займають в середньому 5-6 годин.
30 травня 2022 року іменем гори був названий літак ісландської компанії Niceair.

## Назва
Ісландська назва Súlur — це множина від ісландського слова súla — колона, стовп. Таким чином, дослівний переклад назви гори — Стовпи (Sýðri-Súla — Південний Стовп, Ýtri-Súla — Зовнішній Стовп).